# Цежпенти (Мронґовський повіт)
Цежпенти (пол. Cierzpięty, нім. Zollernhöhe) — село в Польщі, у гміні Пецки Мронґовського повіту Вармінсько-Мазурського воєводства.
Населення — 162 особи (2011).

## Демографія
Демографічна структура станом на 31 березня 2011 року:
|          | Загалом | Допрацездатний вік | Працездатний вік | Постпрацездатний вік |
| -------- | ------- | ------------------ | ---------------- | -------------------- |
| Чоловіки | 80      | 12                 | 60               | 8                    |
| Жінки    | 82      | 17                 | 44               | 21                   |
| Разом    | 162     | 29                 | 104              | 29                   |